# Okinawa
Okinawa (Nhật: 沖縄県 (Xung Thằng huyện) Hepburn: Okinawa-ken, tiếng Okinawa: ウチナーチン Uchinaa-chin) là tỉnh cực Nam của Nhật Bản bao gồm hàng trăm đảo thuộc quần đảo Ryukyu. Trung tâm hành chính là thành phố Naha nằm trên đảo lớn nhất của quần đảo là đảo Okinawa. Quần đảo Senkaku cũng được Nhật Bản đặt vào phạm vi hành chính của tỉnh Okinawa.

## Địa lý

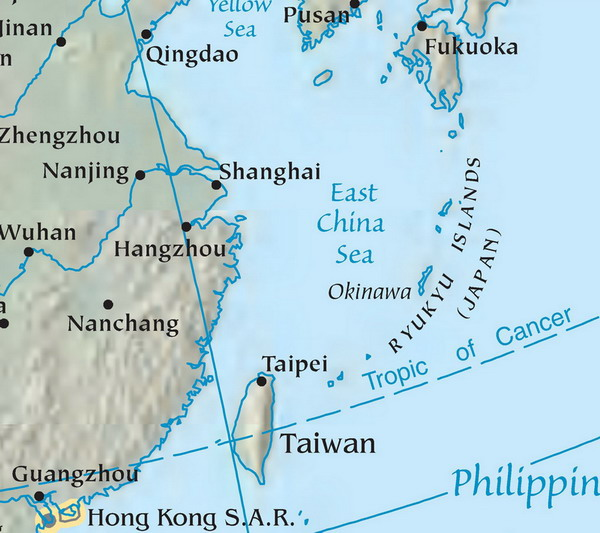
Vị trí quần đảo Nansei.

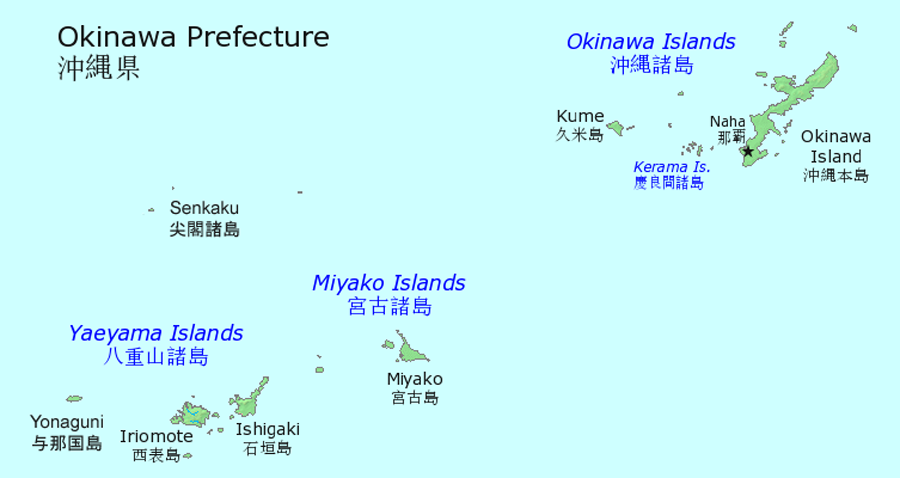
Ba nhóm đảo của Okinawa.

Tỉnh Okinawa bao trùm quần đảo Ryukyu (thuộc quần đảo Nansei) chạy dài hơn 1000 km từ phía Tây Nam Kyushu đến tận Đài Loan và phân thành ba nhóm đảo chính. Đó là:
- Quần đảo Okinawa
  - Ie-jima
  - Kume
  - Đảo Okinawa
  - Quần đảo Kerama
  - Quần đảo Daito
- Quần đảo Miyako
  - Miyako-jima
- Quần đảo Yaeyama
  - Iriomote
  - Đảo Ishigaki
  - Yonaguni
- Quần đảo Senkaku[1]

## Khí hậu
Khí hậu nhiệt đới và á nhiệt đới.

## Lịch sử
Okinawa vốn không thuộc Nhật Bản mà là một phần của một nhà nước độc lập, đó là Vương quốc Lưu Cầu. Dù rằng người Okinawa và người Nhật khá gần gũi về mặt chủng tộc, vương quốc này có quan hệ với Trung Quốc mật thiết hơn là với Nhật Bản.
Năm 1609, daimyo của phiên Satsuma (nay là tỉnh Kagoshima) ở phía Nam đảo Kyushu đã tấn công Okinawa, buộc vương quốc Lưu Cầu phải cống nạp cho Satsuma giống như vẫn cống nạp cho Trung Quốc. Quan hệ giữa Okinawa và Nhật Bản bắt đầu một cách chính thức như thế. Tuy nhiên, vương quốc Lưu Cầu vẫn giữ được chủ quyền của mình với sự hậu thuẫn của Trung Quốc.
Năm 1872, Nhật Bản biến vương quốc Lưu Cầu thành một thuộc địa của mình và gọi là phiên Okinawa bắt chấp sự phản đối của Trung Quốc. Năm 1874, lấy cớ thổ dân Đài Loan sát hại ngư dân của phiên Okinawa, Nhật Bản xuất binh đánh Đài Loan. Thất bại trong cuộc chiến tranh với Nhật Bản đã buộc Trung Quốc phải thừa nhận Okinawa là một phần của Nhật Bản đồng thời chịu để Đài Loan thành thuộc địa của Nhật. Năm 1879, Okinawa trở thành một tỉnh của Nhật Bản. Vương quốc Lưu Cầu hoàn toàn diệt vong.
Sau Chiến tranh thế giới II, Okinawa được đặt dưới sự kiểm soát về hành chính của Mỹ. Người Nhật đến Okinawa vào thời gian này cần phải được chính phủ Mỹ cấp visa. Mỹ đã biến Okinawa thành căn cứ quân sự khổng lồ của mình ở Đông Á. Cho đến nay, tới 75% quân số Mỹ ở Nhật Bản đóng tại Okinawa.
Ngày 15 tháng 5 năm 1972, Okinawa trở về với Nhật Bản.

## Hành chính
Tỉnh Okinawa gồm 11 thành phố và 30 làng, thị trấn. Dân số toàn tỉnh là 1.366.854 người (năm 2005). Okinawa là tỉnh đông dân thứ 32 ở Nhật Bản.

## Kinh tế
Okinawa chủ yếu phát triển dựa vào ngành du lịch và nông nghiệp. Thu nhập bình quân đầu người thấp nhất Nhật Bản.